# 潞城县抗日民主政府旧址
潞城县抗日民主政府旧址，位于山西省长治市潞城区黄牛蹄乡土脚村。
2016年6月6日，潞城县抗日民主政府旧址公布为第五批山西省文物保护单位，编号5-163，近现代类，年代为民国二十八年（1939）。